# Rodolphe Girard
Pour les articles homonymes, voir Girard.
Rodolphe Girard (24 avril 1879 - 29 mars 1956) est un écrivain, journaliste et militaire québécois (canadien). Son œuvre majeure, Marie Calumet (1904), fut condamnée par l'Église catholique à sa parution.

## Biographie
Né à Trois-Rivières de Louis Girard et d'Emma Trottier, il a trois sœurs (Antonia, Marie-Louise et Berthe-Ulrica) et quatre frères (Donat, Alexandre, Octave et Alfred). Il commence ses études chez les Frères de la doctrine chrétienne à l'âge de 5 ans. Sa famille déménage à Montréal en 1891 et Rodolphe Girard poursuit ses études à l'Académie commerciale, puis au Collège de Montréal en 1894. Il obtient un baccalauréat ès arts en 1898.
À vingt ans, il publie son premier roman, Florence, puis complète ses études et travaille pour plusieurs journaux. Il envoie notamment des contes au Trifluvien et il écrit pour La Patrie en 1899, puis pour La Presse en 1900.
Le 29 juillet 1901, il épouse Adelina Régina Lefaivre à Montréal. Trois enfants naissent de cette union: Réginal, Marcelle et Hubert. 
Alors que son roman Marie Calumet est sévèrement critiqué par le journal La Vérité, à la suite de sa condamnation par Mgr Paul Bruchési, archevêque de Montréal, Girard, ayant pris comme avocat Gonzalve Desaulniers intente un procès pour diffamation. Il obtient gain de cause, mais ne peut plus exercer son métier de journaliste à Montréal et choisit de s'installer à Ottawa et devient directeur du journal Le Temps. 
Il travaille en 1905 comme fonctionnaire au Secrétariat d'État et, en 1908, il est nommé traducteur officiel des Débats de la Chambre des communes du Canada. Il est élu président de l'Institut canadien-français d'Ottawa en 1907 et il le demeure jusqu'en 1914. À partir de 1908, il est traducteur au Journal des débats. Il fonde en 1908 une section de l'Alliance française dans la capitale nationale du Canada et occupe la fonction de secrétaire en 1908-1909.
Le 23 janvier 1911, Adelina Lefaivre meurt, à l'âge de 28 ans. Rodolphe Girard épouse en secondes noces Cécile Archambault le 2 mai 1912. Cinq enfants naissent de cette union: Yves, Christian, Gérardine, Claude Gabriel et Claude.
Pendant la Première Guerre mondiale, Rodolphe Girard s'engage comme volontaire dans les rangs du Corps expéditionnaire canadien; il débarque en France en mai 1917. Il sert dans le 242e bataillon canadien (absorbé par le Corps forestier canadien) et obtient en 1917 la Croix de guerre de France ainsi que la Légion d'honneur en 1919. En février 1919, moment de sa démobilisation, il détient le grade de lieutenant.
De retour au Canada, il commande le Régiment de Hull de 1923 à 1930. Lors de la Seconde Guerre mondiale, il atteindra le grade de lieutenant-colonel. En 1940, il est employé par le Sénat du Canada, poste qu'il occupe jusqu'à sa retraite à Richelieu en 1942. Il continue toutefois de signer à l'occasion des billets dans les pages du journal La Patrie. Il décède à Richelieu le 29 mars 1956 et est inhumé à Saint-Gabriel-de-Brandon.
Le fonds d'archives de Rodolphe Girard est conservé au centre d'archives de Montréal de Bibliothèque et Archives nationales du Québec et au Centre de recherche en civilisation canadienne-française de l'Université d'Ottawa. Le manuscrit du roman Marie Calumet est conservé à Bibliothèque et Archives Canada.

## Œuvre

### Romans
- Florence : légende historique, patriotique et nationale  (préf. Firmin Picard, ill. Georges Delfosse), Montréal, 1900, XI-127 p. (Wikisource)
- Mosaïque (1902)
- Marie Calumet (1904[8])
- Rédemption (1906)
- L’Algonquine, Montréal, La Compagnie de publication de La Patrie, 1910, 35 p.   (Wikisource)

### Recueil de contes
- Contes de chez nous (1912)

### Théâtre
- Les Ailes cassées (1921), comédie en quatre actes

### Autre ouvrage
- Marie Calumet (1946), réédition modifiée et censurée par l'auteur. Les éditions modernes reprennent le texte de 1904.

## Revues et journaux auxquels il a collaboré
- La Presse
- La Patrie
- Le Temps
- Le Trifluvien

### Archives
- Fonds Rodolphe Girard (P94) conservé par le Centre de recherche en civilisation canadienne-française
- Fonds Rodolphe Girard (MSS74) conservé par Bibliothèque et Archives nationales du Québec
- Dossier de service personnel de Rodolphe Girard conservé par Bibliothèque et Archives Canada

### Ouvrages de référence
- Ressource relative à la littérature :   - Infocentre littéraire des écrivains
- Notice dans un dictionnaire ou une encyclopédie généraliste :   - Britannica
- Notices d'autorité :   - VIAF
  - ISNI
  - IdRef
  - LCCN
  - GND
  - Israël
  - NUKAT
  - Canada
  - Australie
  - Portugal
  - WorldCat
- Dictionnaire des oeuvres littéraires du Québec